# Aghlabiden

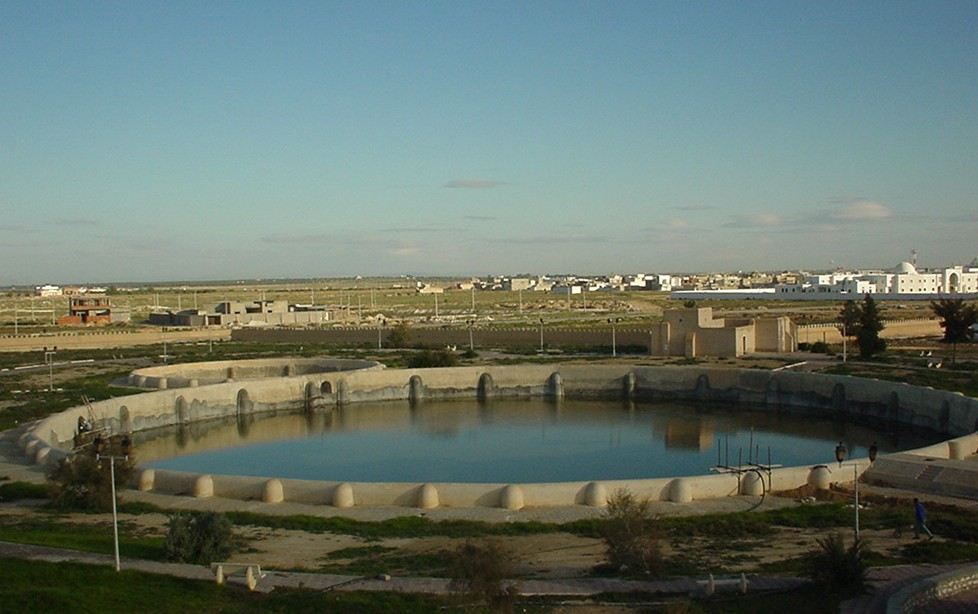
Aghlabidisch waterbekken buiten Kairouan

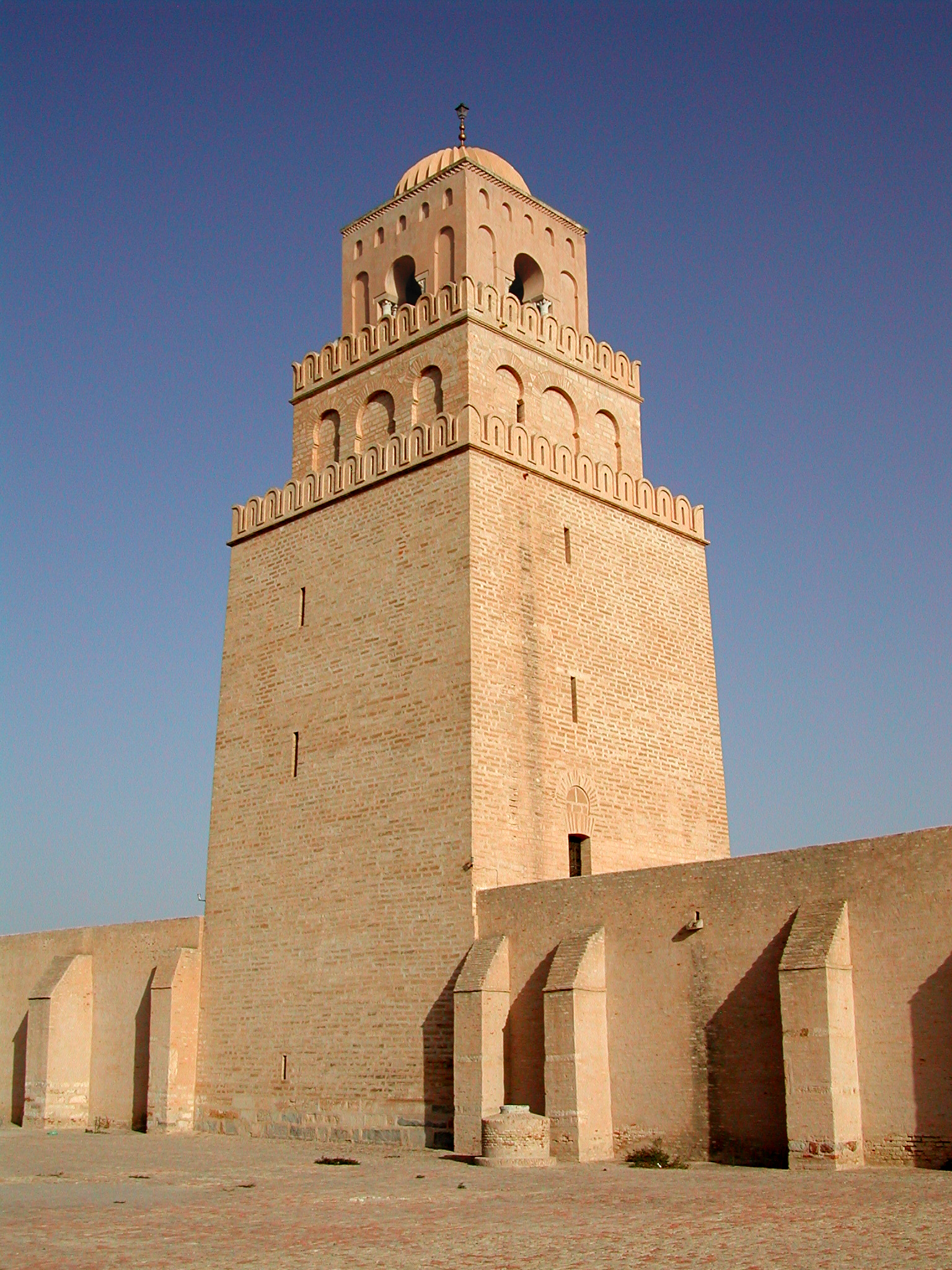
De grote moskee van Kairouan gebouwd in de tijd van de Aghlabiden

De Aghlabiden (Arabisch: الأغالبة) vormden een dynastie van emirs die van 800 tot 909 Ifriqiya regeerden.

## Geschiedenis
In 800 benoemde de Abbasidische kalief Haroen ar-Rashid Ibrahim I ibn al-Aghlab tot erfemir van Ifriqiya als gevolg van de anarchie die in het gebied heerste na de val van de Moehallabiden. De nieuwe emir heerste over een gebied dat zich uitstrekte van Oost-Algerije, Tunesië en Tripolitanië. De Aghlabiden waren in feite geheel onafhankelijk, maar stonden officieel onder de Abbasiden, van wie zij zich niets aantrokken.
Buiten Kairouan werd al-Abbasiyya, de nieuwe hoofdstad gesticht. De Aghlabiden stichtten deze stad om te ontsnappen aan de oppositie van de malakitische rechtsgeleerden en theologen die het leven van de emirs als goddeloos beschouwden, omdat de emirs de islamitische Berbers niet gelijk behandelden als andere moslims. Ter versterking van de hun macht, lieten de Aghlabiden grensvestingen (ribats) bouwen in onder andere Sousse en Monastir.
Onder Ziyadat Allah I (817–838) kregen de Aghlabiden met een grote crisis te maken, toen Arabische soldaten in 824 in opstand kwamen. De opstand was pas volledig neergeslagen in 836 met behulp van de Berbers. Om de opstandelingen onder controle te houden, begonnen de Aghlabiden, nadat Euphemius van Messina hen te hulp had geroepen, in 827 met de verovering van het Byzantijnse Sicilië. Het invasieleger dat Sicilië binnenviel kreeg echter met veel tegenstand te maken, en pas ver in de tiende eeuw werden de laatste Byzantijnse bolwerken veroverd. Tegen die tijd hadden de Aghlabiden hun macht over de Arabische troepen verloren en had de dynastie van de Kalbiden de macht op Sicilië overgenomen. Vanaf Sicilië werden verdere expedities ondernomen naar het vasteland van Zuid-Italië, naar steden als Tarente en Bari waar het emiraat Bari werd gesticht.
De Aghlabiden beleefden onder Ahmad ibn Muhammad  (856–863) hun hoogtepunt. Ifriqiya floreerde vanwege de toegenomen landbouwproductie. De van de Romeinen overgenomen irrigatiesystemen werden uitgebreid en het land ontwikkelde zich tot middelpunt van de handel tussen islamitische landen, zoals het Emiraat Sicilië, met het Byzantijnse Rijk. Vooral aan de slavenhandel werd veel verdiend. Kairouan ontwikkelde zich onder de Aghlabiden tot het belangrijkste wetenschappelijke centrum van de Maghreb.
Het verval van de dynastie begon onder Ibrahim II ibn Ahmad (875-902). Calabrië werd heroverd door de Byzantijnen en de Toeloeniden uit Egypte deden een poging om Ifriqiya binnen te vallen, daarnaast kostte het neerslaan van een opstand van de Berbers veel mensenlevens. Met behulp van de Kutama-Berbers versloegen de Sjiitische Fatimiden in 909 uiteindelijk de Aghlabiden.

## Aghlabidische heersers
| regeerperiode | naam                           | opmerking |
| ------------- | ------------------------------ | --------- |
| 800 - 812     | Ibrahim I ibn al-Aghlab        |           |
| 812 - 817     | Abdullah I ibn Ibrahim         |           |
| 817 - 838     | Ziyadat Allah I                |           |
| 838 - 841     | al-Aghlab Abu Iqal             |           |
| 841 - 856     | Muhammad I Abul-Abbas          |           |
| 856 - 863     | Ahmad ibn Muhammad             |           |
| 863           | Ziyadat Allah II               |           |
| 863 - 875     | Muhammad II ibn Ahmad          |           |
| 875 - 902     | Ibrahim II ibn Ahmad           |           |
| 902 - 903     | Abdullah II ibn Ibrahim        |           |
| 903 - 909     | Ziyadat Allah III ibn Abdillah |           |